# Економіка кави
Кава є популярним напоєм і важливим товаром. Десятки мільйонів дрібних виробників у країнах, що розвиваються, заробляють на життя вирощуванням кави. Щодня у світі випивається понад 2,25 мільярда чашок кави. Понад 90 відсотків кави виробляється в країнах, що розвиваються, в основному в Південній Америці, тоді як споживання відбувається переважно в промислово розвинених країнах.
Світовий ринок кави у 2022 році оцінюється у 126.38 млрд доларів США.
У всьому світі існує 25 мільйонів дрібних виробників, які заробляють на життя кавою. У Бразилії, де виробляється майже третина кави у світі, понад п'ять мільйонів людей зайняті у вирощуванні та зборі понад трьох мільярдів кавових рослин; це більш трудомістка культура, ніж альтернативні культури тих самих регіонів, такі як цукрова тростина або велика рогата худоба, оскільки її вирощування не автоматизоване і потребує багато ручної праці.
Кава є основним експортним товаром і в 2004 році була основним сільськогосподарським експортом для 12 країн; сьомий у світі легальний експортний товар сільськогосподарської продукції за вартістю у 2005 році; і «другий найцінніший товар, експортований країнами, що розвиваються», з 1970 року до приблизно 2000 року. Необсмажені, або зелені, кавові зерна є одним із найбільш продаваних сільськогосподарських товарів у світі;  торгується у вигляді ф'ючерсних контрактів на багатьох біржах, включаючи Нью-Йоркську торгову раду, Нью-Йоркську товарну біржу, Нью-Йоркську міжконтинентальну біржу.. Важливими центрами торгівлі та переробки кави в Європі є Гамбург і Трієст.

## Світове виробництво
| Бразилія  | 2.70 |
| В'єтнам   | 1.28 |
| Індонезія | 0,63 |
| Колумбія  | 0,47 |
| Індія     | 0,40 |
| Ефіопія   | 0,37 |
| Перу      | 0,33 |
| Гондурас  | 0,28 |
| Мексика   | 0,25 |
| Гватемала | 0,24 |
| Всього    | 8.46 |

Каву вирощують більш, ніж у 50 країнах світу, де залучені понад 125 мільйонів осіб. Щонайменше 25 мільйонів сімей дрібних фермерів вироблять 80 % усієї кави. У 2018 році в усьому світі було зібрано 10,3 мільйона тонн зеленої кави. Хоча існує понад 100 різних видів кави, найбільш широко виробляються та продаються арабіка та робуста.
У 2016 році світовий експорт кави становив 19,4 мільярда доларів. Кава не є другим за важливістю комерційним продуктом у світі після нафти, але це другий за важливістю комерційний продукт, який експортується країнами, що розвиваються. Для деяких країн, таких як Східний Тимор, це єдиний експортний товар, про який варто згадати. Продажі кави сильно коливаються: наприклад, вони впали з 14 мільярдів доларів США в 1986 році до 4,9 мільярдів доларів США в кризовому 2001/2002 році. Ця так звана кавова криза тривала кілька років і мала наслідки для виробників кави в усьому світі.
Бразилія є найбільшим виробником зеленої кави у світі. Слідом за нею ідуть В'єтнам, Колумбія, Індонезія, Гондурас, Ефіопія, Індія, Уганда, Перу та Мексика. Кавові зерна арабіка культивують у Латинській Америці, Східній Африці, Аравії та Азії. Кавові зерна робусти вирощують у західній та центральній Африці, по всій південно-східній Азії. Ідеальні умови для вирощування кави знаходяться в «поясі зерен» по обидва боки від екватора — між тропіками Козорога та Рака (23 градуси півночі до 23 градусів півдня).
Зерна з різних країн або регіонів зазвичай можна відрізнити за відмінностями у смаку, ароматі, тілі, кислотності та текстурі. Ці смакові характеристики залежать не лише від регіону вирощування кави, а й від генетичного підвиду (сорту) та обробки кавових зерен.  Сорти, як правило, відомі за регіоном, у якому вони вирощуються.

## Споживання
У 2023 році у Європі налічується понад 42 804 фірмових кав'ярень, серед яких найбільшу частку ринку займають бренди Costa(3122 закладів), Starbuks(3087) та McCafe(2923).
У США функціонують більше 38 411 кав'ярень, а розмір ринку оцінюється у 45.8 млрд доларів.
На Близькому Сході працюють понад 8874 кав'ярні.
У 2021 році у світі споживання кави зросло на 1 % і склало 166 346 тисяч 60-кг мішків кавових зерен. Близько 30-40 % людей споживає каву щодня. Щодня у світі випивається понад 2,25 мільярда чашок кави. Найбільше споживають каву у високорозвинених країнах: Скандинавія, Північна Америка та Західна Європа.
Фінляндія є найбільшим у світі споживачем кави на людину із показником 12 кг/рік у 2016. Середній фін випиває близько чотирьох чашок на день. Кава настільки популярна у Фінляндії, що дві 10-хвилинні перерви на каву є обов'язковими для фінських працівників.

## Ціна

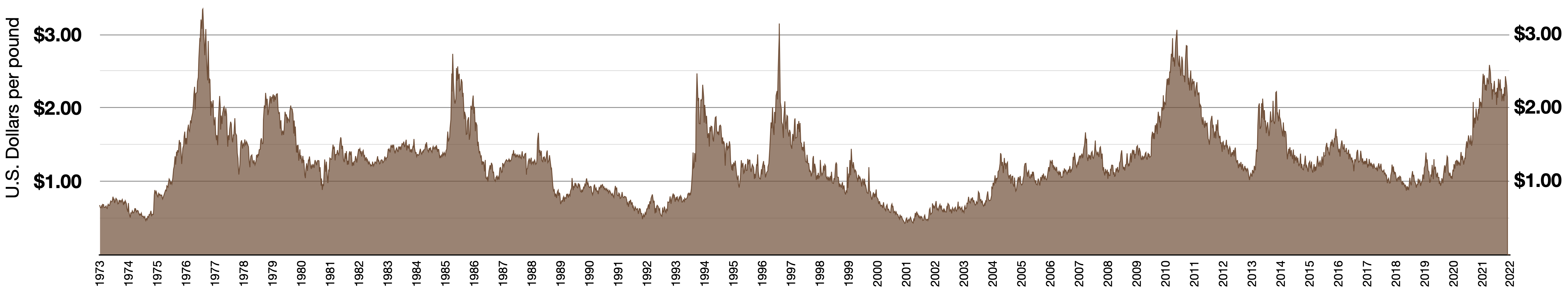
Ціни на каву: 1973-2022

Відповідно до Composite Index лондонської групи країн-експортерів кави Міжнародної організації кави, середні місячні ціни на каву в міжнародній торгівлі були значно вищими за 1000 центів США за фунт протягом 1920-х і 1980-х років, але потім знизилися в кінці 1990-х років, досягнувши мінімуму.  
У вересні 2001 року вартість кави становила лише 417 центів США за фунт і залишалася низькою до 2004 року. Причини цього зниження включали крах Міжнародної угоди про каву 1962–1989 рр.  через тиск часів холодної війни, який утримував мінімальну ціну на каву в США 1,20 долара за фунт. 
Розширення бразильських плантацій кави та вихід В’єтнаму на ринок у 1994 році, коли було скасовано торгове ембарго Сполучених Штатів, додали виробникам тиск на постачання. Ринок нагородив більш доступних в’єтнамських постачальників кави торгівлею та спричинив те, що менш ефективні фермери кавових зерен у багатьох країнах, таких як Бразилія, Нікарагуа та Ефіопія, не могли більше жити за рахунок своєї продукції, яка часто була нижчою за собівартість виробництва, що змусило багатьох покинути виробництво кави в зернах і переїхати в нетрі міст.
Зниження вартості інгредієнтів зеленої кави, хоча це не єдиний компонент вартості останньої чашки, що подається, відбулося одночасно зі зростанням популярності спеціалізованих кафе, які продавали свої напої за безпрецедентно високими цінами. За даними Американської асоціації виробників спеціальної кави, у 2004 році 16 відсотків дорослих у Сполучених Штатах щодня пили спеціальну каву; кількість місць роздрібної торгівлі спеціалізованою кавою, включаючи кафе, кіоски, кавові візки та роздрібні обсмажувачі, склала 17 400, а загальний обсяг продажів склав 8,96 мільярда доларів у 2003 році.
Однак спеціальну каву часто не купують на товарних біржах — наприклад, Starbucks купує майже всю свою каву за багаторічними приватними контрактами, які часто сплачують подвійну ціну товару.  Важливо також зазначити, що кава, що продається в роздріб, є іншим економічним продуктом, ніж кава, що продається оптом як товар, який стає вхідним матеріалом для різних кінцевих продуктів, тому на його ринок в кінцевому підсумку впливають зміни в моделях споживання і ціни.
Однак у 2005 році ціни на каву зросли (із згаданим вище ICO Composite Index щомісячним середнім значенням від 78,79 (вересень) до 101,44 (березень) центів США за фунт). Ймовірно, це зростання було викликано збільшенням споживання в Росії та Китаї, а також урожаєм, який був приблизно на 10-20 відсотків нижчим, ніж у рекордні роки раніше. Зараз багато фермерів, які вирощують кавові зерна, можуть жити за рахунок своєї продукції, але не всі додаткові надлишки осідають у них, оскільки зростання цін на нафту робить транспортування, обсмажування та пакування кавових зерен дорожчими. Ціни зросли з 2005 по 2009 рік і різко зросли в другій половині 2010 року через побоювання поганого врожаю в ключових країнах-виробниках кави, причому ціна індикатора ICO досягла 231 у березні 2011 року.
За даними  Міжнародної організації кави у 2016 році найдорожче за каву платили клієнти в Британії та Мальті: $16 і $13 за фунт кави відповідно.

## Товарний ланцюг кавової промисловості
Наразі кавова промисловість має товарний ланцюжок, який включає виробників, посередників, експортерів, імпортерів, обсмажувачів і роздрібних торговців, перш ніж досягти споживача.  Експортери-посередники, яких часто називають кавовими «койотами», купують каву безпосередньо у дрібних фермерів.  Великі кавові плантації часто експортують власний урожай або мають прямі домовленості з транснаціональними корпораціями з переробки чи дистрибуції кави. За обох домовленостей великі виробники можуть продавати за цінами, встановленими Нью-Йоркською кавовою біржею .
Потім імпортери купують зелену каву в експортерів або власників великих плантацій.  Імпортери зберігають запаси великих контейнерних вантажів, які вони продають поступово через численні дрібні замовлення. У них є капітальні ресурси для отримання якісної кави з усього світу, капіталу для яких не мають середні обсмажувачі. Велика залежність обсмажувачів від імпортерів дає імпортерам великий вплив на сорти кави, які продаються споживачам.
У Сполучених Штатах налічується близько 1200 ростерів. Обсмажувачі мають найвищу норму прибутку в товарному ланцюжку. Великі обсмажувачі зазвичай продають розфасовану каву великим роздрібним торговцям, таким як Maxwell House, Folgers і Millstone.
Кава потрапляє до споживачів через кафе та спеціалізовані магазини з продажу кави, з яких приблизно 30 відсотків є мережевими, а також через супермаркети та традиційні роздрібні мережі. Супермаркети та традиційні мережі роздрібної торгівлі займають близько 60 відсотків частки ринку і є основним каналом продажу як спеціальної, так і неспеціалізованої кави. Тільки в Сполучених Штатах налічується понад 130 мільйонів кавовиків.
Кава також купується та продається інвесторами та ціновими спекулянтами як товар, що торгується. Ф’ючерсні контракти на каву арабіку торгуються на Нью-йоркській торговельній біржі (NYBOT) під тикером KC із контрактними поставками щороку в березні, травні, липні, вересні та грудні.  Ф’ючерси на каву Робуста торгуються на біржі ICE London (Liffe) під тикером RC із контрактними поставками щороку в січні, березні, травні, липні, вересні та листопаді. 

## Класифікація
Для маркування кави, виробленої відповідно до певних екологічних або трудових стандартів, використовується низка класифікацій. Наприклад, кажуть, що «дружню до птахів»  або " каву, вирощену в тіні ", виробляють у регіонах, де природна тінь (крони дерев) використовується для укриття кавових рослин протягом деяких періодів вегетації.
Кава справедливої торгівлі виробляється невеликими виробниками кави, які належать до кооперативів; гарантуючи цим кооперативам мінімальну ціну, хоча з історично низькими цінами поточні мінімуми справедливої торгівлі нижчі, ніж ринкова ціна лише кілька років тому. Фундація Справедливої Торгівлі в Америці є основною організацією, яка наразі наглядає за практикою справедливої торгівлі кавою в Сполучених Штатах, тоді як у Сполученому Королівстві цим займається Fairtrade Foundation.

## Ключові гравці
- JAB Holding Company
- The J. M. Smucker Company
- Kraft Heinz
- Lavazza
- Nestlé

- Starbucks

- Strauss Group
- Tata Consumer Products

## Кава і довкілля
Спочатку вирощування кави велося в тіні дерев, що забезпечувало природне середовище існування для багатьох тварин і комах, що приблизно нагадує біорізноманіття природного лісу.  Ці традиційні фермери використовували компост з м'якоті кави та виключали хімікати та добрива. Вони також зазвичай вирощували банани та фруктові дерева як тінь для кавових дерев, що забезпечувало додатковий дохід і продовольчу безпеку.
Однак у 1970-х і 1980-х роках, під час Зеленої революції, Агентство з міжнародного розвитку США та інші групи виділили вісімдесят мільйонів доларів на плантації в Латинській Америці для розвитку, щоб відповідати загальному переходу до технічного сільського господарства.  Ці плантації замінили техніку вирощування в тіні технікою вирощування на сонці, щоб збільшити врожайність, що, у свою чергу, знищило ліси та біорізноманіття.
Вирощування на сонці передбачає вирубку дерев і значне використання хімічних добрив і пестицидів. Екологічні проблеми, такі як вирубка лісів, забруднення пестицидами, руйнування ареалів проживання, погіршення якості ґрунту та води, є наслідками більшості сучасних кавових ферм, від чого також страждає біорізноманіття на кавовій фермі та в прилеглих районах.  З 50 країн із найвищим рівнем вирубки лісів з 1990 по 1995 рік 37 були виробниками кави.

## Вплив COVID-19 на кавову індустрію
Пандемія COVID-19 вплинула як на попит, так і на пропозицію кавової промисловості.

### Ефекти постачання
COVID-19 безпосередньо вплинув на експортну інфраструктуру, таку як склади та порти.  Ці наслідки включають збої в ланцюгах постачання, затримки поставок і збільшення операційних витрат.  Затримки та збої викликані змінами в процесах, спрямованих на зменшення поширення вірусу. Для складу ці зміни можуть включати скорочення персоналу на місці, посилення соціального дистанціювання, тобто менше співробітників, які виконують ті самі завдання в тій самій зоні, тощо. Для транспортного підрозділу ці зміни можуть включати збільшення часу перебування на кордоні для інспекцій і перевірок, пов'язаних із COVID, зниження кількості водіїв внаслідок хвороби тощо.
Світовий експорт кави в березні 2020 року був на 3,7 % нижчим, ніж у березні 2021 року, що не є ані екстремальним показником, ані пов'язаним виключно з COVID-19.

### Вплив попиту
Ціни на каву спочатку зросли в перші тижні пандемії, ймовірно, в результаті широкого переходу від споживання поза домом до споживання вдома.  Однак, оскільки попит на каву, як правило, залишається відносно нееластичним (це означає, що зміни в ціні мало впливають на попит), досі не було зафіксовано незначних змін у попиті на каву.